# Ли Хёсок
Ли Хёсок (1907, Пхёнчхан —- 1942, Пхеньян) — корейский писатель
. Псевдоним —- Касан.

## Творческая биография
В 1930 году закончил Императорский университет Кэйдзё по отделению английской литературы. Литературный дебют состоялся в 1928 произведением о социальном неравенстве «Город и Призрак». На начальном этапе творчество было связано с социоисторическими темами. Описывал жизнь городской бедноты. Вошёл в пролетарскую литературу в 1931 году с произведением «В море возле России». Был членом Федерации Корейских Пролетарских писателей до 1933, но вышел из неё ради «Круга Девяти» («Куинхэ»), выступающего против использования литературы в целях пролетарской революции. Разочаровался в городе, его страхах, борьбе и предательстве и уехал в горы. Рассказ «Поросёнок» стал поворотным в его биографии, с которого начался самый плодотворный период, отмеченный эротизмом и поэтичностью. Наиболее известное его произведение —- рассказ «Когда цветёт гречиха» (1936).
Произведения:
- «Буннё» (Bunnyeo), 1936.
- «В море возле России» (At sea near Russia,  (фр.) Les eaux territoriales russes), 1931.
- «Святая картина» (A sacred picture), 1933.
- «Подсолнух» (Sunflower), 1939.
- «Император» (The Emperor), 1943.